# 1760 a tudományban
Az 1760. év a tudományban és a technikában.

## Geológia
- John Michell szerint a földrengések úgy keletkeznek, hogy a rétegek egymás mellett elcsúsznak.

## Optika
- Benjamin Franklin kifejleszti a bifokális szemüveget.

## Díjak
- Copley-érem: Benjamin Wilson

## Születések
- június 5. – Johan Gadolin finn kémikus († 1852)

## Halálozások
- szeptember 11. - Louis Godin csillagász (* 1704)